# Pararge epimenides
Pararge epimenides är en fjärilsart som beskrevs av Ménétriés 1859. Pararge epimenides ingår i släktet Pararge och familjen praktfjärilar. Inga underarter finns listade i Catalogue of Life.